# Фейворс, Деррик
Деррик Бернард Фейворс (англ. Derrick Bernard Favors; родился 15 июля 1991, Атланта, Джорджия, США) — американский профессиональный баскетболист клуба «Винди-Сити Буллз». Играет на позиции тяжёлого форварда и центрового. Был выбран в первом раунде под общим 3-м номером на драфте НБА 2010 года командой «Нью-Джерси Нетс».

## Ранние годы
Деррик Фейворс родился 15 июля 1991 года в Атланте (Джорджия, США).
Начал заниматься баскетболом в возрасте 10 лет, после того как увидел игру Коби Брайанта.
Учась в South Atlanta High School, считался одним из лучших школьных баскетболистов в 2009 году. Сайт scout.com назвал его первым, ESPN — вторым, а rivals.com — четвёртым игроком в США.
В январе 2009 года, выбирая между университетами Джорджии или Северной Каролины, Фейворс отдал предпочтение Технологическому институту Джорджии, который находился недалеко от его дома.
14 марта 2009 года Фейворс привёл свою команду к титулу чемпионов штата Джорджия. Он набрал 38 очков и сделал 21 подбор в игре против Westover High School.
Также в 2009 году Фейворс сыграл за команду McDonald’s All-American. Он привёл сборную Востока к победе со счётом 113:110 и был назван самым ценным игроком в этом матче. Фейворс набрал 19 очков и сделал 6 подборов.
Фейворс был приглашён для участия в Nike Hoop Summit 2009 в городе Портленд (штат Орегон), но отказался по личным причинам.
Он закончил сезон со следующими результатами — 28,1 очков, 13,3 подборов, 5,0 блок-шотов, 3 перехватов и 2 передачи в среднем за игру.

## Студенческая карьера
Когда пришло время выбирать колледж, Фейворс выбирал между университетами Джорджии, Мемфиса и Северной Каролины. В результате в январе 2009 года им был выбран Технологический институт Джорджии.
За команду этого университета «Йеллоу Джэкетс» Фейворс выступал как на позиции тяжёлого форварда, так и на позиции центрового. В играх АСС, он набирал 11,8 очков и делал 8,7 подборов в среднем за игру. Его процент реализации бросков с игры был 62,5. Благодаря его игре «Йеллоу Джэкетс» вышли в финал турнира ACC, где встретились с командой университета Дьюк. На этом турнире Фейворс набирал 17 очков, делал 9,8 подборов и 3 блок-шота в среднем за игру. Деррик Фейворс был назван новичком года ACC и был выбран в команду новичков.

## Профессиональная карьера

### Нью-Джерси Нетс (2010—2011)
9 апреля 2010 года Деррик Фейворс был выбран на драфте НБА в первом раунде под общим 3-м номером командой Нью-Джерси Нетс. Он заключил контракт на 2 сезона, за которые заработал 8,57 миллиона долларов. За «Нью-Джерси Нетс» Фейворс выступал под 14 номером.

### Юта Джаз (2011—2019)
23 февраля 2011 года, в рамках обмена Дерона Уильямса в Нетс, Деррик Фейворс стал игроком «Юты Джаз».
19 октября 2013 года Фейворс подписал с «Джаз» четырехлетний контракт.
12 ноября 2015 года он набрал 25 очков, 12 подборов и максимальные в карьере 7 блоков в матче против «Майами Хит».
13 марта 2018 года в победном матче против «Детройт Пистонс» Фейворс поднялся на 10-е место в списке лидеров за всю историю «Джаз» по подборам, обойдя бывшего центрового «Джаз» Мехмета Окура.
11 апреля 2018 года против «Портленд Трэйл Блэйзерс» Фейворс сыграл в своей 500-й игре в составе «Джаз», став 12-м игроком в истории франшизы, достигшим этого рубежа.
6 июля 2018 года Фейворс переподписал контракт с «Джаз».
11 января 2019 года Фейворс в матче против «Лос-Анджелес Лейкерс» обошел Грега Остертага в списке лидеров за всю историю «Джаз» по подборам и занял четвертое место.

### Нью-Орлеан Пеликанс (2019—2020)
7 июля 2019 года Фейворс был обменян в «Нью-Орлеан Пеликанс» на два выбора второго раунда драфта, ранее приобретенных у «Голден Стэйт Уорриорз».

### Возвращение в Юту (2020—2021)
25 ноября 2020 года Фейворс в качестве свободного агента подписал трехлетний контракт на сумму 27 миллионов долларов с клубом «Юта Джаз».
8 апреля 2021 года Фейворс занял 10-е место в списке лидеров за всю историю «Джаз» по очкам, обойдя Мехмета Окура.

### Оклахома-Сити Тандер (2021—2022)
30 июля 2021 года Фейворс был обменян вместе с будущим выбором первого раунда драфта в «Оклахома-Сити Тандер» на выбор второго раунда драфта 2027 года и денежную компенсацию. 31 марта 2022 года Фейворс выбыл до конца сезона из-за болей в пояснице.
30 сентября 2022 года Фейворс был обменян вместе с Таем Джеромом, Морисом Харклессом, Тео Маледоном и будущим выбором второго раунда драфта в «Хьюстон Рокетс» на Дэвида Нвабу, Стерлинга Брауна, Трея Бурка и Маркеса Крисса. 14 октября 2022 года «Рокетс» отчислили Фейворса.

### Винди-Сити Буллз (2023—настоящее время)
17 октября 2023 года «Буллз» подписали с Фейворсом негарантированный контракт. На следующий день клуб отчислил игрока. 2 ноября он присоединился к команде «Винди-Сити Буллз».

## Награды и достижения
- Новичок года AAC (англ. ACC Rookie of the Year) (2009—2010)[4]
- Член сборной McDonald’s All-American (2009)

## Оценки
В 2009 году, в преддверии драфта 2010 года, сайт Sports.ru назвал семнадцатилетнего Деррика Фейворса игроком номер один в своей возрастной категории, отдавая должное таким его качествам, как «длинные руки, широкие плечи, прекрасный выбор времени, высокий прыжок и быстрая работа ног».
Сравнивая его с Дуайтом Ховардом, школьный тренер Фэйворса Майкл Реддик заметил, что «Дуайт больше, но Деррик более разносторонний игрок на обеих сторонах площадки».
Анализируя драфт 2010 года, сайт SlamDunk.ru отмечал потенциал Деррика Фейворса, который отличается атлетизмом, агрессивен на подборе, в атаке имеет арсенал движений под кольцом и неплохой средний бросок, а также хорош в защите.
По мнению обозревателя сайта, обладающий высокой работоспособностью, скромный и готовый к любой роли в команде, Фейворс на тот момент был вполне готов к игре в НБА.

## Личная жизнь
Перед драфтом НБА 2010 года Фейворс, который с 15 лет играл только в кроссовках Adidas, подписал с компанией спонсорский контракт.
В интервью 2010 года, которое Деррик Фейворс дал сайту NBAdraft.net, спортсмен рассказал, что помимо баскетбола намерен заняться обувным бизнесом и открыть несколько магазинов в Атланте.
Из музыкальных предпочтений Фейворс назвал хип-хоп и RnB.

## Статистика

### Статистика в НБА
| Сезон                                                                                    | Команда       | Регулярный сезон | Регулярный сезон | Регулярный сезон | Регулярный сезон | Регулярный сезон | Регулярный сезон | Регулярный сезон | Регулярный сезон | Регулярный сезон | Регулярный сезон | Регулярный сезон | Серия плей-офф | Серия плей-офф | Серия плей-офф | Серия плей-офф | Серия плей-офф | Серия плей-офф | Серия плей-офф | Серия плей-офф | Серия плей-офф | Серия плей-офф | Серия плей-офф |
| Сезон                                                                                    | Команда       | GP               | GS               | MPG              | FG%              | 3P%              | FT%              | RPG              | APG              | SPG              | BPG              | PPG              | GP             | GS             | MPG            | FG%            | 3P%            | FT%            | RPG            | APG            | SPG            | BPG            | PPG            |
| ---------------------------------------------------------------------------------------- | ------------- | ---------------- | ---------------- | ---------------- | ---------------- | ---------------- | ---------------- | ---------------- | ---------------- | ---------------- | ---------------- | ---------------- | -------------- | -------------- | -------------- | -------------- | -------------- | -------------- | -------------- | -------------- | -------------- | -------------- | -------------- |
| 2010/11                                                                                  | Нью-Джерси    | 56               | 23               | 19,5             | 51,1             | -                | 61,2             | 5,3              | 0,4              | 0,3              | 0,7              | 6,3              | Не участвовал  | Не участвовал  | Не участвовал  | Не участвовал  | Не участвовал  | Не участвовал  | Не участвовал  | Не участвовал  | Не участвовал  | Не участвовал  | Не участвовал  |
| 2010/11                                                                                  | Юта           | 22               | 4                | 20,2             | 52,9             | -                | 56,1             | 5,2              | 0,8              | 0,5              | 1,2              | 8,2              | Не участвовал  | Не участвовал  | Не участвовал  | Не участвовал  | Не участвовал  | Не участвовал  | Не участвовал  | Не участвовал  | Не участвовал  | Не участвовал  | Не участвовал  |
| 2011/12                                                                                  | Юта           | 65               | 9                | 21,2             | 49,9             | -                | 64,9             | 6,5              | 0,7              | 0,6              | 1,0              | 8,8              | 4              | 1              | 29,1           | 41,7           | -              | 58,6           | 9,5            | 0,5            | 1,3            | 1,5            | 11,8           |
| 2012/13                                                                                  | Юта           | 77               | 8                | 23,2             | 48,2             | 0,0              | 68,8             | 7,1              | 1,0              | 0,9              | 1,7              | 9,4              | Не участвовал  | Не участвовал  | Не участвовал  | Не участвовал  | Не участвовал  | Не участвовал  | Не участвовал  | Не участвовал  | Не участвовал  | Не участвовал  | Не участвовал  |
| 2013/14                                                                                  | Юта           | 73               | 73               | 30,2             | 52,2             | 0,0              | 66,9             | 8,7              | 1,2              | 1,0              | 1,5              | 13,3             | Не участвовал  | Не участвовал  | Не участвовал  | Не участвовал  | Не участвовал  | Не участвовал  | Не участвовал  | Не участвовал  | Не участвовал  | Не участвовал  | Не участвовал  |
| 2014/15                                                                                  | Юта           | 74               | 74               | 30,8             | 52,5             | 16,7             | 66,9             | 8,2              | 1,5              | 0,8              | 1,7              | 16,0             | Не участвовал  | Не участвовал  | Не участвовал  | Не участвовал  | Не участвовал  | Не участвовал  | Не участвовал  | Не участвовал  | Не участвовал  | Не участвовал  | Не участвовал  |
| 2015/16                                                                                  | Юта           | 62               | 59               | 32,0             | 51,5             | 0,0              | 70,9             | 8,1              | 1,5              | 1,2              | 1,5              | 16,4             | Не участвовал  | Не участвовал  | Не участвовал  | Не участвовал  | Не участвовал  | Не участвовал  | Не участвовал  | Не участвовал  | Не участвовал  | Не участвовал  | Не участвовал  |
| 2016/17                                                                                  | Юта           | 50               | 39               | 23,7             | 48,7             | 30,0             | 61,5             | 6,1              | 1,1              | 0,9              | 0,8              | 9,5              | 11             | 2              | 20,4           | 58,1           | -              | 47,8           | 5,5            | 0,9            | 0,7            | 0,5            | 7,5            |
| 2017/18                                                                                  | Юта           | 77               | 77               | 28,0             | 56,3             | 22,2             | 65,1             | 7,2              | 1,3              | 0,7              | 1,1              | 12,3             | 11             | 9              | 26,0           | 61,8           | 40,0           | 48,5           | 5,2            | 1,2            | 0,7            | 1,0            | 9,3            |
| 2018/19                                                                                  | Юта           | 76               | 70               | 23,2             | 58,6             | 21,8             | 67,5             | 7,4              | 1,2              | 0,7              | 1,4              | 11,8             | 5              | 2              | 20,6           | 63,9           | 0,0            | 68,4           | 7,4            | 0,8            | 0,8            | 1,8            | 11,8           |
| 2019/20                                                                                  | Нью-Орлеан    | 51               | 49               | 24,4             | 61,7             | 14,3             | 56,3             | 9,8              | 1,6              | 0,6              | 0,9              | 9,0              | Не участвовал  | Не участвовал  | Не участвовал  | Не участвовал  | Не участвовал  | Не участвовал  | Не участвовал  | Не участвовал  | Не участвовал  | Не участвовал  | Не участвовал  |
| 2020/21                                                                                  | Юта           | 68               | 0                | 15,3             | 63,8             | 0,0              | 73,8             | 5,5              | 0,6              | 0,5              | 1,0              | 5,4              | 11             | 0              | 13,1           | 69,6           | -              | 55,6           | 4,2            | 0,3            | 0,2            | 0,9            | 3,4            |
| 2021/22                                                                                  | Оклахома-Сити | 39               | 18               | 16,7             | 51,6             | 12,5             | 64,0             | 4,7              | 0,6              | 0,4              | 0,3              | 5,3              | Не участвовал  | Не участвовал  | Не участвовал  | Не участвовал  | Не участвовал  | Не участвовал  | Не участвовал  | Не участвовал  | Не участвовал  | Не участвовал  | Не участвовал  |
|                                                                                          | Всего         | 790              | 503              | 24,3             | 53,4             | 19,8             | 66,3             | 7,1              | 1,1              | 0,7              | 1,2              | 10,6             | 42             | 14             | 20,8           | 58,7           | 25,0           | 54,9           | 5,7            | 0,8            | 0,6            | 1,0            | 7,8            |
| Наведите курсор мыши на аббревиатуры в заголовке таблицы, чтобы прочесть их расшифровку. |               |                  |                  |                  |                  |                  |                  |                  |                  |                  |                  |                  |                |                |                |                |                |                |                |                |                |                |                |

### Статистика в NCAA
| Сезон | Команда      | Conf  | Class | GP | GS | MPG  | FG%  | 3P% | FT%  | RPG | APG | SPG | BPG | PPG  |
| --- | ------------ | ----- | ----- | -- | -- | ---- | ---- | --- | ---- | --- | --- | --- | --- | ---- |
| 2009/10 | Джорджия Тек | ACC   | FR    | 36 | 35 | 27,5 | 61,1 | 0,0 | 62,9 | 8,4 | 1,0 | 0,9 | 2,1 | 12,4 |
| Всего | Всего        | Всего | Всего | 36 | 35 | 27,5 | 61,1 | 0,0 | 62,9 | 8,4 | 1,0 | 0,9 | 2,1 | 12,4 |
| Наведите курсор мыши на аббревиатуры в заголовке таблицы, чтобы прочесть их расшифровку Статистика приведена с сайта sports-reference.com |              |       |       |    |    |      |      |     |      |     |     |     |     |      |